# 시즈오카현 제1구
시즈오카현 제1구(静岡県 第1区)는 일본의 중의원 선거구이다. 1994년 공직선거법으로 신설되었다.

## 지역
- 시즈오카시
  - 아오이구
  - 스루가구

## 같이 보기
- 일본 중의원 소선거구제 선거구 목록